# Sinagoga Ahrida
La Sinagoga Ahrida o Kal de Ohrid (en hebreo בית הכנסת אכרידה, en turco Ahrida Sinagogu) es una de las sinagogas más antiguas de la ciudad de Estambul. Está ubicada en el barrio judío de Balat. La Sinagoga fue construida por judíos que emigraron de la ciudad de Ohrid cuando aún formaba parte del Imperio otomano (hoy forma parte de Macedonia del Norte), los cuales emigraron a Turquía hace más de 550 años. El edificio, una de las dos sinagogas más antiguas del Cuerno de Oro, fue renovado en 1992 por la Fundación Quinto Centenario, en celebración de los 500 años de la llegada de los judíos al Imperio Otomano. 
La Sinagoga es conocida además por su tebá en forma de bote. La Sinagoga Ahrida es además la única sinagoga de Estambul en la cual Shabtai Tzvi, fundador del movimiento Sabateo, llegó a rezar.